# Carla Jonsson
Carl Stefan "Carla" Jonsson, född 19 juli 1953 i Norrköpings Sankt Olai församling, Östergötlands län, är en svensk gitarrist, låtskrivare och sångare, mest känd som medlem i rockgruppen Eldkvarn.
Carla, som är yngre bror till Plura Jonsson, hade ursprungligen tilltalsnamnet Stefan. Utöver att vara Eldkvarns förstegitarrist bidrar han regelbundet med låtar till bandet, där hans bror dock är huvudsaklig låtskrivare. Han gav 1993 ut soloskivan Skakad & Rörd, och har även gjort en hyllningslåt till klubben IFK Norrköping med titeln "IFK".
Många av Carlas texter är underfundigt allvarliga och har ett rikt bildspråk. Ett par av "hans" Eldkvarn-låtar är "Kungsholmskopplet" och "Susan". Den senare har Ulf Lundell spelat som cover och gett ut på bonus-cd:n till norska samlingen Når jeg kysser havet. Den första singeln från Eldkvarns album Atlantis, "Konfettiregn", är också ett av Carlas alster. Han sjunger normalt sina egna låtar, men "Konfettiregn" sjungs på skivan av Plura i duett med Håkan Hellström. Eldkvarn gav 2011 ut Carlas låt om gruppen, "Fem tjänstemän", som singel.
Efter att Eldkvarn lagts på is 2015, då Plura aviserade en soloturné, spelar han tillsammans med resterande bandmedlemmar under namnet Stadtshuset. Gruppen spelar i huvudsak låtar skrivna av Carla själv.

## Låtar inspelade av Eldkvarn
| Låttitel                 | Album                         | År   | Övrig info                                                                 |
| ------------------------ | ----------------------------- | ---- | -------------------------------------------------------------------------- |
| Ubåtens dag              | Musik för miljonärer          | 1980 |                                                                            |
| Mitt i ett våld          | Musik för miljonärer          | 1980 | Inkluderad på 1990 års utgåva som bonusspår                                |
| Kom till kusten          | Genom ljuva livet             | 1981 |                                                                            |
| Party                    | Genom ljuva livet             | 1981 | Inkluderad på 1990 års utgåva som bonusspår. Skriven tillsammans med Plura |
| Bitter men het           | Tuff lust                     | 1983 |                                                                            |
| Susan                    | Barbariets eleganter          | 1984 |                                                                            |
| Ingen lätt match Bobbo   | Barbariets eleganter          | 1984 |                                                                            |
| Timmer                   | Ny klubb                      | 1984 |                                                                            |
| Ett enda ord             | Ny klubb                      | 1984 |                                                                            |
| Kungsholmskopplet        | Himmelska dagar               | 1987 |                                                                            |
| Blond bomb               | Himmelska dagar               | 1987 |                                                                            |
| Å' hej å' hå             | Kungarna från Broadway        | 1988 |                                                                            |
| När ryssar kysser ryssar | outgiven                      | 1988 | Spelades in för albumet Kungarna från Broadway, men gallrades bort         |
| Blind man                | Karusellkvällar               | 1989 |                                                                            |
| Kom hit igen             | Karusellkvällar               | 1989 | Inkluderad på CD-utgåvan som bonusspår                                     |
| Salta skor               | Legender ur den svarta hatten | 1991 |                                                                            |
| Mats ur skolan           | Lyckliga tider                | 1997 |                                                                            |
| Lilla Paris              | Lyckliga tider                | 1997 |                                                                            |
| Vattenfestival           | outgiven                      | 1999 | Repeterades för albumet Limbo, men gallrades bort                          |
| Var det inte vi igår?    | Limbo+ (EP)                   | 1999 | Med på bonus-EP:n Limbo+ som släpptes i samband med musikalbumet Limbo     |
| Runt solen               | Död stjärna                   | 2001 |                                                                            |
| Min ängel                | Brott lönar sig alltid        | 2002 | Text av Susanne Karlsson                                                   |
| Konfettiregn             | Atlantis                      | 2005 | Sjungs av Plura och Håkan Hellström                                        |
| Ett litet finger         | Svart blogg                   | 2007 |                                                                            |
| Jag följer den väg       | Svart gig (livealbum)         | 2007 | Ej utgiven på något studioalbum, endast live                               |
| Lilla Sofie              | Hunger Hotell                 | 2008 |                                                                            |
| Fem tjänstemän           | singel                        | 2011 | Även benämnd "Fem tjänstemän (Balladen om Eldkvarn)"                       |
| Täby Galopp              | De berömdas aveny             | 2011 |                                                                            |
| Stränderna               | De berömdas aveny             | 2011 |                                                                            |